# Eptesicus kobayashii
Eptesicus kobayashii är en fladdermusart som beskrevs av Mori 1928. Eptesicus kobayashii ingår i släktet Eptesicus och familjen läderlappar. IUCN kategoriserar arten globalt som otillräckligt studerad. Inga underarter finns listade i Catalogue of Life.
Denna fladdermus förekommer på Koreahalvön. Kanske är arten identisk med andra arter av släktet som lever i samma region. Inget är känt om levnadssättet.